# Anaulacodithella angustimana
Anaulacodithella angustimana är en spindeldjursart som beskrevs av Beier 1955. Anaulacodithella angustimana ingår i släktet Anaulacodithella och familjen Tridenchthoniidae. Inga underarter finns listade i Catalogue of Life.